# 伊闢
伊闢（1623年—1681年），字盧源，號翕庵，山東新城縣（今淄博市桓台县）人。清初政治人物，官至雲南巡撫。

## 生平
順治五年（1648年），舉戊子科山東鄉試第一。順治十二年（1655年），成進士，改庶吉士。順治十三年，授御史。十四年，巡按山西，鎮壓長治反清武裝勒化龍。十六年，還任，掌京畿道監察御史，擢通政司參議。累遷大理寺卿。
康熙十九年（1680年），授雲南巡撫。獻計攻打吳世璠。不久病卒於任，賜祭葬。
工書法。喜好臨摹晉人字帖。